# Magó Károly
Magó Károly, Magó István Károly (Jászfényszaru, 1858. január 9. – Jászfényszaru, 1924. augusztus 25.) községi iskolai tanító.

## Élete
Jászfényszaruban született, ahol apja, Magó István jómódú iparos volt. Édesanyja Sevelya Mária. A gimnázium két osztályát Gyöngyösön végezte, később még két évig járt a gimnáziumban a budapesti piaristáknál. A négy osztály végzésével a budai állami tanítóképzőintézetbe vétetett fel állami segéllyel. A három évi tanfolyamot 1877-ben végezte, majd Nagyrédére ment segédtanítónak. Innét 1878-ban Szentágotára (Fejér megye) került, ahol két évig működött. Eközben 1879-ben letette a tanítóképesítő vizsgát, 1881-ben pedig a középiskolák alsó osztályaira képesítő tornatanítói oklevelet szerzett. 1881 szeptemberében Pusztaszentgyörgyön (Komárom megye) lett önálló tanító. 1884. október 1-jén Cziráky Antal gróf meghívására Börgönd pusztára (Fejér megye) ment, ahol egyúttal mint gazdasági segédtiszt működött. 1893 augusztusában Székesfehérvárra választatott községi iskolai tanítónak és tornatanárnak. 1895-ben az Öreg utcai iskolától a palotavárosi II. ker. iskolához helyezték át.
Az okszerű méhészet terén kifejtett buzgalmának elismeréseül az 1887-ben Székesfehérváron tartott méhészeti kiállításon valamint az 1892-ben Budapesten tartott általános méhészeti kiállításon mézterményeiért, 1894-ben pedig a Martonvásáron tartott gazdasági és házi ipar eszközkiállításon tartott előadása- és a méhészeti eszközöknek egyszerű megmagyarázásért elismerő oklevelet nyert. 1905-ben mint rácalmási igazgató-tanító a rácalmási ifjúsági egyesület megalapítása körül kifejtett érdemeiért a vallás és közoktatásügyi minisztertől 100 korona jutalmat kapott. 1907-ben a méhészet terjesztése és népszerűvé tétele körül 100 koronás pályadíjat nyert. 1912-től a rácalmási polgári olvasókör elnöke, 1917-ben az állami iskolagondnokság jegyzője volt. 67 éves korában hunyt el Jászfényszarun, felesége Temleitner Rozália volt.
Szépirodalmi, közgazdasági és tanügyi cikkeket írt a Fehérvári Hiradóba (1881-től); ugyanezen évben mint a fehérmegyei tanítótestület tagja terjedelmes tanulmányt írt: Az olvasókönyv mint a népiskolai tanítás központja címmel, mely a Néptanodában jelent meg; ettől fogva állandó munkatársa volt ezen lapnak, 1891-93/4-ben jelentek meg cikkei. Írt még a Komáromi Lapokba, a Jászvidékbe és a székesfehérvári helyi lapokba, publikált a Székesfehérvári iparos tanonciskola értesítőjében (1898/9: Iparos mestereink a hazafias nevelés szolgálatában).